# 日向香織
日向　香織（ひなた　かおり、1984年5月4日 - ）は日本のモデル、タレント。
東京都武蔵野市出身。

## 略歴・人物
高校在学中にスカウトを受け芸能界入り。
2003年、花王「bioreさらさらパウダーシート」CMにてデビュー。
同年、テレビ東京 「品川庄司の｢秋葉☆リムジン｣」では視聴者人気投票第１位として注目を集め、
ファンからはグラビア活動への期待が高まったが、グラビア活動は行うことなく、
モデルとして多数のCM、広告、雑誌、テレビなどに出演し、多彩に活躍。
2007年、芸能界を引退。
2010年、建設会社経営者と入籍。

## 出演作品

### CM
- 花王「bioreさらさらパウダーシート」
- ロッテ「チューイングガム」
- フジテレビ「きっかけはフジテレビ」
- 小林製薬「フェミニーナ軟膏」

### 雑誌
- マガジンハウス「BRUTUS」
- 白夜書房「Audition」〜Go Go New Face単独取材
- 「CM now」
- 「TOKYO WALKER」
- 「秋髪」
- 「ヘアカタログ」
- 「CAPA!」
- 徳間書店「RVマガジン」
- オレンジページ
- 「Popteen」

### 広告
- Amo's Style（2003年 - ）
- Cosmetic pure（2003年）
- 大正製薬「ファイブミニ」
- 白瀧呉服店 振袖
- MASH
- 富士フイルム
- NTTドコモ
- Pinky Girl
- beisia
- HONDA
- ダイエー　リクルートスーツ
- AEON　浴衣マジック

### テレビ
- 毎日放送「知っとこ!」（2004年 - ）
- テレビ東京「秋葉☆リムジン」
- 日本テレビ「遊ワク★遊ビバ！」
- テレビ東京「プラチナチケット」
- スカパー「LOVE MAIL 2時間スペシャル」
- 「クイズ常識の時間」
- TBS系「オールスター感謝祭」（2005年）
- 東北放送「ツ・ナ・ガ・ル」 - 弘子 役

### インターネットドラマ
- nifty「光の危ない話」 - 涼子 役
- windows メッセンジャードラマ - セクシー先生役

### ラジオ
- かつしかFM「村上ひとしのキャラリンッぱ!」 - ゲスト出演
- 有線「100％ アイドルパワー」

### VP
- KDDIビジネスショー（2003年・2004年）

### その他
- サイバーリンク社ソフト
- タレントエンタメ王国
- 「アウトドアフェスティバル2003オニコウベ」（2003年） - ゲスト出演
- フジテレビ冒険王
- 東京モーターショー　ALPINEブース（2003年） - ゲストモデル
- Sancta Carina[2]